# 精神狀態
精神狀態是指一个人的心灵状态。精神狀態有很多種類，例如感知、痛苦体验、信念、欲望、意图、情感和记忆。关于这个精神狀態的确切定义存在争议。